# Hararet

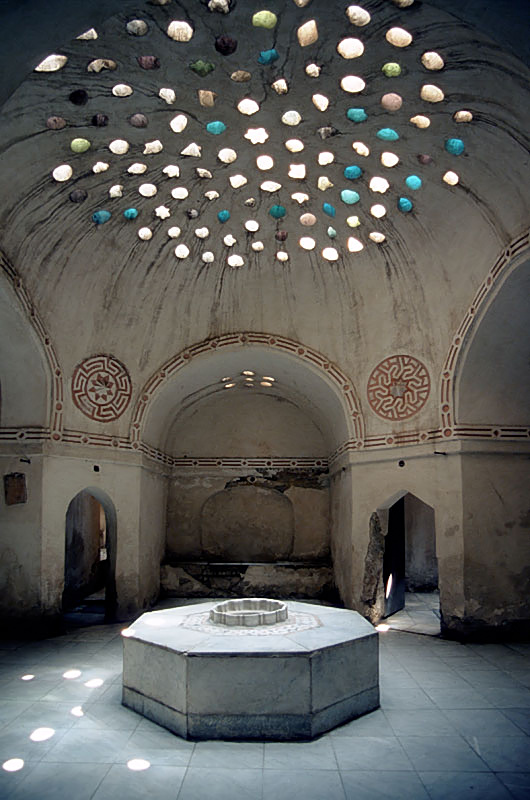
Een hararet

De hararet of sicaklik is de hete ruimte in de hamam. Deze ruimte is te vergelijken met het caldarium, de hete ruimte in een Romeins badhuis. Het is een achthoekige of rechthoekige overkoepelde ruimte, meestal bekleed met marmer. In de koepel zijn kleine venstertjes die daglicht binnenlaten. In het midden bevindt zich de göbek tasi of buiksteen, een verhoogd marmeren platform, die van beneden verwarmd wordt. Rondom de göbek tasi bevinden zich meerdere kurnas aan de muren, kleine waterbassins, waarbij de baders zichzelf kunnen wassen.
In deze ruimte komen de baders zweten, daarna worden ze door de tellak ingezeept, gescrubd en gemasseerd.